# The Line of Best Fit
The Line of Best Fit — британское независимое интернет-издание, специализирующееся на музыке. Основано оно было Ричардом Тейном в феврале 2007 года, в настоящее время редактором является Пол Бриджуотер.
В издании публикуются независимые музыкальные рецензии, обзоры, новости, интервью. На сайте эксклюзивно публикуются музыкальные премьеры, выступления, подкасты и плейлисты. Рецензии альбомов из издания используются для подсчёта средней оценки на музыкальных сайтах-агрегаторах AnyDecentMusic? и Metacritic . Рецензии The Line of Best Fit также неоднократно упоминались в таких изданиях как BBC, Clash, The Daily Telegraph, The Guardian, The Independent и NME.
Веб-сайт имеет свой собственный лейбл звукозаписи Best Fit Recordings, а с 2015 года проводит свой собственный ежегодный музыкальный фестиваль The Five Day Forecast в Лондоне.